# Action sociale brésilienne
Pour les articles homonymes, voir ASB.
L'Ação Social Brasileira ou ASB (en français, Action sociale Brésilienne") est un parti né après la Révolution de 1930 et issu d'une tentative infructueuse de créer un "Parti national fasciste". Son programme le définit comme un parti politique nationaliste dont le but est de lutter pour la réalisation de toutes les mesures favorables à l'affirmation morale, intellectuelle et matérielle du Brésil. Pour l' ASB, qui met sa discipline au service de la volonté, la Loi est au-dessus de l'Ordre et la Patrie au-dessus de tout. L'ASB se donne pour mission d'exécuter, par la raison ou par la force, tous les actes nécessaires à sa victoire.
Les buts généraux du mouvement sont de remplacer le régime fédéral en vigueur, que ses dirigeants considèrent comme diviseur du Brésil, pour lui substituer un pays homogène fondé sur la cellule municipale afin de rétablir "l'unité nationale dans un système corporatif" et des mesures de "renforcement de la race".
Ce mouvement s'est fondu dans l'Ação Integralista Brasileira.